# Stara Ładoga
Stara Ładoga (ros. Старая Ладога, fiń. Vanha Laatokka) – wieś w północnej Rosji, w obwodzie leningradzkim, położona nad brzegiem rzeki Wołchow, w odległości 12 km od jeziora Ładoga.

## Historia

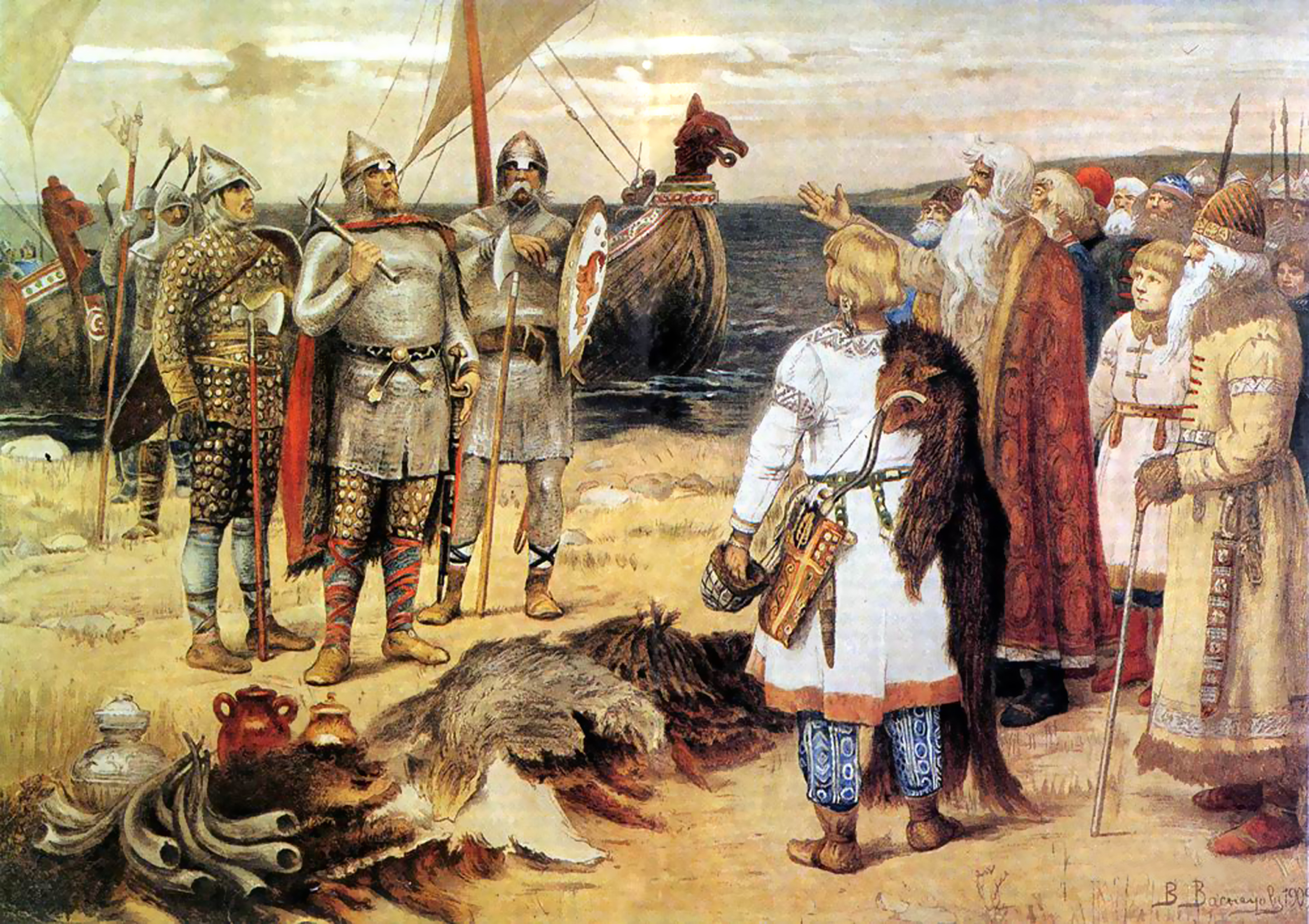
Waregowie Ruryka przybywają do Starej Ładogi. Obraz Wiktora Wasniecowa z ok. 1913 r.

Powstało jako stacja handlowa na szlaku handlowym od Waregów do Greków. Niegdyś miasto nazywało się Ładoga i było drugim co do wielkości miastem w Księstwie Nowogrodzkim. Dendrochronologia datuje powstanie osady na 753 r. Została ona założona przez fińskich kupców. W następnych wiekach zamieszkiwali ją głównie wikingowie i od 800 do 900 roku była jedną z najważniejszych osad handlowych w północno-wschodniej Europie. Według Kodeksu Hipackiego w 862 roku do Ładogi przybył wódz wikingów Ruryk i obrał ją za swoją stolicę. Dlatego według legendy Ładoga była pierwszą stolicą Rusi. Jego następcy przenieśli stolicę do Nowogrodu. Za rządów Jarosława Mądrego osada w 1019 roku była posagiem jego żony Ingegerdy, córki króla szwedzkiego Olafa. Z tego względu załoga osady składała się głównie z Waregów, którzy pozostawili po sobie napisy runiczne, domy typu skandynawskiego i kurhany z pochówkami w łodziach. Do XIII wieku w Starej Ładodze funkcjonował skandynawski kościół pw. św. Mikołaja.

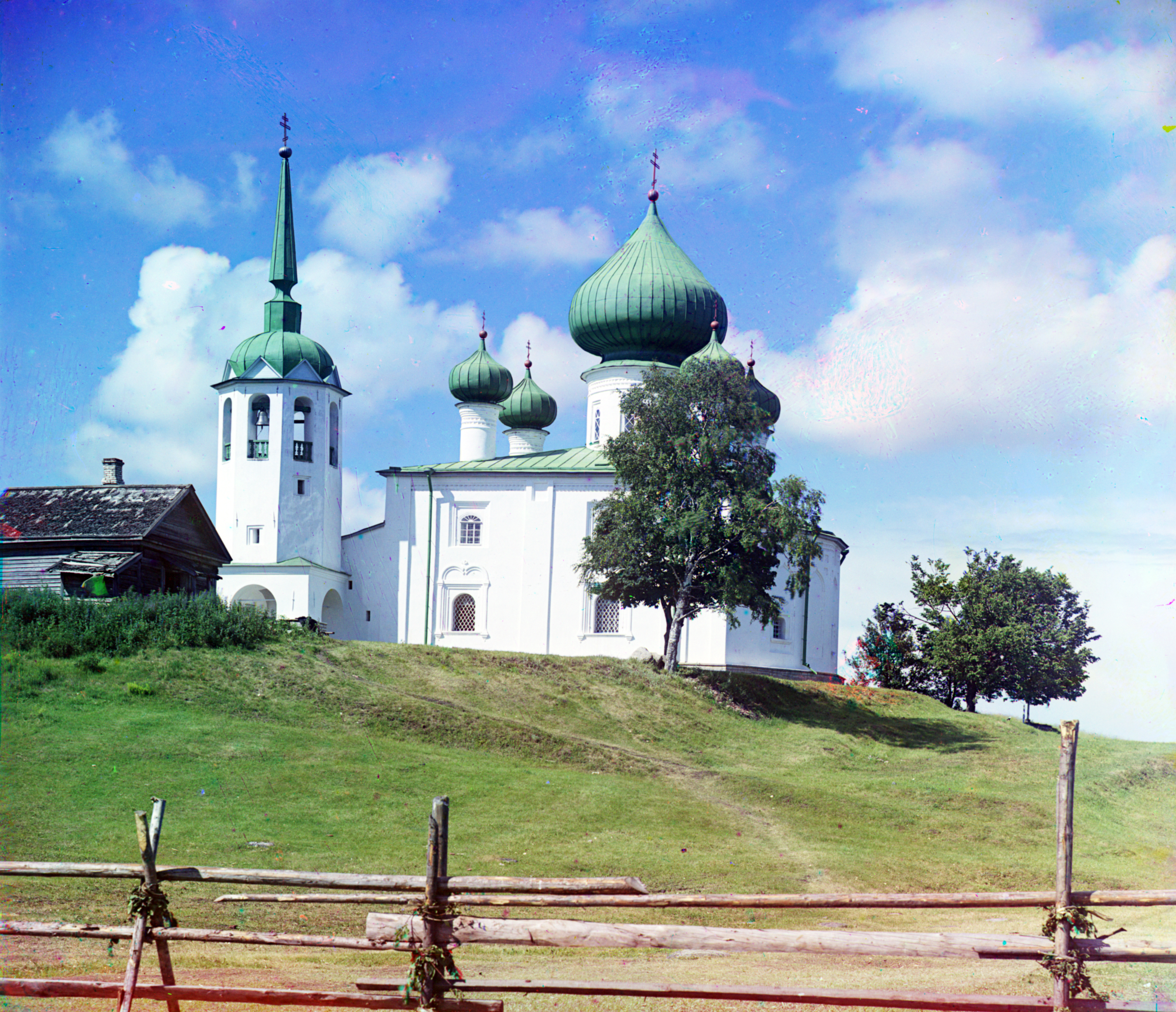
Cerkiew św. Jana Chrzciciela (1909)

Wykopaliska potwierdzają silne powiązania kultury Starej Ładogi z kulturami skandynawską, fińską i słowiańską. W 1703 car Piotr I Wielki założył miasto Nowa Ładoga i przemianował miasto Ładoga na Stara Ładoga, pozbawiając ją praw miejskich i herbu.

## Zabytki
- Twierdza z XV wieku zbudowana na cyplu u ujścia rzeki Elena do rzeki Wołchow. Fortyfikacja składała się z połączonych murem czterech owalnych baszt i wieży bramnej (Worotnej) na planie czworoboku. Fortyfikację rozbudowano po 1586 roku wznosząc od strony lądu fortyfikacje bastionowe otoczone fosą. Był to ważny strategicznie punkt, gdyż była to jedyna przystań, gdzie mogły przycumować statki morskie (nie mogące pokonać progów rzeki Wołchow). Brama i część murów zostały zrekonstruowane w latach 60. XX wieku. Wewnątrz twierdzy znajdują się dwie cerkwie:
- cerkiew św. Jerzego (Georgijewska) z końca XII wieku z fragmentami fresków
- drewniana cerkiew św. Dymitra z Tesaloniki z 1731 r. Na terenie wsi znajdują się także:
- sobór Uspieński (Zaśnięcia Matki Bożej) z XII wieku
- Monaster Nikołajewski
- Cerkiew św. Jana Chrzciciela (Jana Priedtiecza)
- Kurhan Olega

## Nazwa
Nazwa miejscowości pochodzi z języka fińskiego: Alode-joki, czyli „rzeka nizinna”. W języku staronordyjskim powstało to „Aldeigja”, a w staroruskim „Ладога” („Ladoga”). Obecna szwedzka nazwa miasta to Aldeigjuborg, a fińska to Vanha Laatokka.